# Catálogos colectivos
Los catálogos colectivos son aquellos que reúnen en un único orden los Registros bibliográficos de más de una biblioteca.
Se pueden clasificar en cobertura nacional, internacional o regional.

## Utilidad
Las utilidades de los catálogos colectivos son: 
- Saber en qué centro se encuentra una obra y cual es la localización.
- Facilitar el préstamo interbibliotecario.
- Permitir el control de adquisiciones.
- Conocer el grado de disponibilidad de una publicación.
- Facilitar la cooperación bibliotecaria.

## Elaboración
Hay una serie de requisitos para elaborar un catálogo colectivo y son: 
- determinar si va a suponer una mejora para acceder a las publicaciones y una utilización más económica de recursos bibliotecarios.
- determinar el grado de compromiso de las bibliotecas.
- establecer funciones, competencias y organigramas administrativos del organismo rector del catálogo colectivo.
- conseguir un acuerdo entre las bibliotecas participantes en lo relativo a: sistema de catalogación, sistema de clasificación, forma de los encabezamientos de materia, sistema de coordinación para la gestión del catálogo, regularidad en la introducción de asientos bibliográficos y en la comunicación de modificaciones.

Algunos de los principales catálogos colectivos a nivel internacional son: OCLC, RLIN; y a nivel nacional nos encontramos con el Catálogo Colectivo del Patrimonio Bibliográfico Español o Catálogo General de Incunables de las Bibliotecas Españolas.